# 용과 같이 극 2
《용과 같이 극 2》(龍が如く 極2 류가고토쿠 키와미 츠[*]))는 용과 같이 스튜디오가 개발하고 세가 게임즈가 발매한 액션 어드벤처 게임이다. 2006년에 발매됐던 《용과 같이 2》의 리메이크 작품으로, 2016년에 발매됐던 첫번째 리메이크 《용과 같이 극》의 상업적 성공에 고무되어 제작됐다. 2017년 12월 7일 플레이스테이션 4로 먼저 출시됐고, 마이크로소프트 윈도우판은 2019년 5월 9일에 출시됐다.
캐치 프레이지는 “전설의 작품이 최신 ‘드래곤 엔진’으로 되살아나다”이다.

## 게임플레이
‘용과 같이 시리즈’의 과거 작품을 현재의 기술로 리메이크하는 ‘극 프로젝트’의 두 번째로 “용과 같이 2”를 리메이크한 작품이다. 신규 캐스팅로 배우인 하쿠류, 키노시타 호카, 코미디언인 키무라 유이치가 출연했으며, “2”에 등장했던 오리지널 캐릭터들을 새롭게 연기하고 있다. 또, “2”에서 목소리로 출연하고 있던 테라시마도 자신의 얼굴을 캡처한 모습으로 변경된 같은 역할로 출연하고 있다. 그 외의 게스트로는 아오야마 히카루나 하시모토 리나라고 하는 그라비아 아이돌 외에, 프로 레슬링 선수 (무토 케이지, 초노 마사히로, 곽광웅, 텐류 겐이치로, 후지나미 타츠미의 다섯 명의 선수와 섹시 여배우 아스카 키라라, AIKA, 타카하시 쇼코, 모모노기 카나, 미카미 유아의 다섯 명 (미카미 유아는 “6”에서 채팅 여성 역으로 출연했다)가 각각 다섯 명씩 등장한다.
이번 작품에는 캐치 프레이즈가 가리키는 대로 “용과 같이 6: 생명의 시”보다 새롭게 개발된 ‘드래곤 엔진’이 사용되고 있으며, 거리의 완전 심리스화 등 “6”에 준거한 시스템으로 되어 있지만, 무기의 장비나 지인과의 히트 액션으로 있던 “2” 본래의 것도 있다. 추가 요소로 “2”에서는 그려지지 않았던 마지마 고로의 신규 에피소드가 수록됐으며, 그 때는 마지마 고로를 플레이할 수 있는 캐릭터로 조작하는 것이 가능해졌다. 플레이 스팟도 “6”의 클랜 크리에이터를 개량한 ‘신 클랜 크리에이터’나 “용과 같이 0: 맹세의 장소”의 접객업 아일랜드를 개량한 ‘신 접객업 아일랜드’, 여자와 대화하면서 사진 촬영을 하는 ‘그라비아 촬영 스튜디오’ 외에, 게임 센터 클럽 세가에서는 “전뇌전기 버추얼 온”이나 “토이렛츠”라는 새로운 게임이 등장한다.

## 발매
예약 특전으로 게임 판매점 점포(11개 점포)에 각각 다른 특전이 부속된다. 또, 시리즈 처음이 되는 한정판도 발매 예정됐다.

### 노래
- 주제가 : SiM 〈A〉(유니버설 뮤직 재팬)
- 닫는 곡 : SiM 〈The Sound Of Breath〉(유니버설 뮤직 재팬)

## 평가
| 평가 |                        |
| --- | ---------------------- |
| 통합 점수 통합사 점수 메타크리틱 PS4: 85/100 [ 9 ] PC: 82/100 [ 10 ] 평론 점수 평론사 점수 디스트럭토이드 7.5/10 [ 11 ] 패미츠 37/40 [ 12 ] 게임 인포머 9/10 [ 13 ] 게임 레볼루션 [ 14 ] 게임스팟 8/10 [ 15 ] IGN 8/10 [ 16 ] PlayStation Universe 9/10 [ 17 ] |                        |
| 통합 점수 |                        |
| 통합사 | 점수                   |
| 메타크리틱 | PS4: 85/100 PC: 82/100 |
| 평론 점수 |                        |
| 평론사 | 점수                   |
| 디스트럭토이드 | 7.5/10                 |
| 패미츠 | 37/40                  |
| 게임 인포머 | 9/10                   |
| 게임 레볼루션 | [ 14 ]                 |
| 게임스팟 | 8/10                   |
| IGN | 8/10                   |
| PlayStation Universe | 9/10                   |